# Кастелфранко ди Сопра
Кастелфра̀нко ди Со̀пра (на италиански: Castelfranco di Sopra) е градче в Цеверна Италия, в община Кастелфранко Пиандиско, провинция Арецо, регион Тоскана. Разположен е на 281 m надморска височина. Населението на градчето е 3066 души (към 2011 г.).
До 1 януари 2014 градчето е независима община. Старата община се е обединила с градче Пиан ди Ско да създадат новата община.